# Station to Station (canción)
«Station to Station» es una canción por el músico británico David Bowie. Fue publicada en enero de 1976 como canción de apertura en el álbum del mismo nombre, también como un sencillo promocional en Francia. Coproducida por Bowie y Harry Maslin, fue escrita y grabada en los estudios Cherokee en Los Ángeles entre octubre y noviembre de 1975. Con una duración de 10 minutos, es la grabación de estudio más larga de Bowie.

## Composición

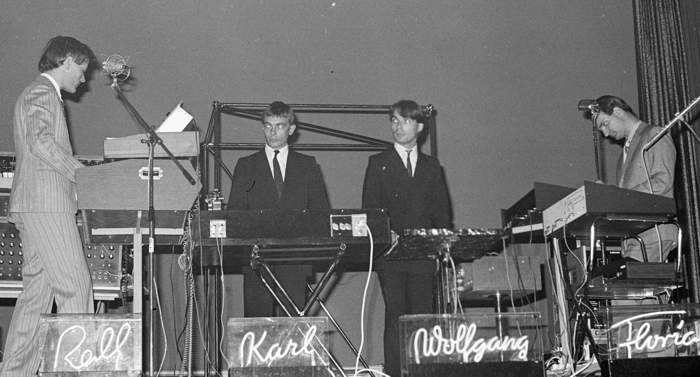
La música en «Station to Station» es influenciada por bandas electrónicas alemanes tales como Kraftwerk.

«Station to Station» fue grabada en los estudios Cherokee en Los Ángeles entre octubre y noviembre de 1975. De acuerdo con Emily Barker de NME, Bowie "privó su cuerpo de todo nutriente (con excepción de leche, pimientos rojos, y cocaína)" durante la grabación de la canción. Bowie recalcaría más tarde que el no se acordaba haber grabado el álbum por completo, diciendo "Solo tenía visiones de hacerlo". El autor David Buckley indica que la única memoria de Bowie fue "estar con el guitarrista Earl Slick en el estudio y preguntándole que toqué una melodía de Chuck Berry durante la apertura de «Station to Station»".

## Letra
«Station to Station» introduce la persona de Bowie, the Thin White Duke, una figura siniestra que se convirtió en el portavoz de Station to Station y, a menudo a lo largo de 1976, del mismo Bowie. La persona fue notable por ser más oscura a otros personajes de Bowie, siendo descrito como "un aristócrata loco", un "zombie amoral", y un "super hombre ario sin emociones". Doggett cree que los temas principales de la canción son la magia, las artes de músicos legendarios tanto reales como ficticios, el relato mítico de la Cábala sobre el progreso de Kéter a Maljut, el amor y la cocaína.

## Lanzamiento y recepción

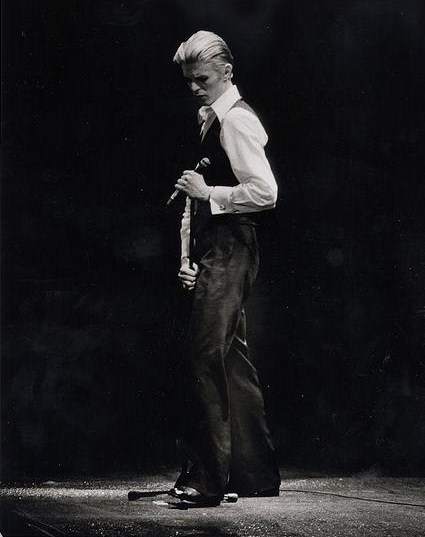
Bowie caracterizado como The Thin White Duke en un concierto de la gira de Isolar en 1976.

«Station to Station» fue publicado como la canción de apertura en el álbum del mismo nombre el 23 de enero de 1975. La canción también fue publicado como un sencillo promocional en Francia a través de RCA Records, con una versión editada de 3:41 como duración con «TVC 15» como lado B. La versión de sencillo comienza en la sección central de la canción con la batería justo antes del verso "once there were mountains..." El sencillo editado aparece en la edición de lujo del álbum Station to Station y en Re:Call 3, como parte de la caja recopilatoria Who Can I Be Now? (1974–1976).
Dave Thompson de AllMusic llamó al trabajo de guitarra como "fabuloso" y dice que la canción podría ser la canción más "evocativa" que el haya podido haber escrito. Alex Needham de The Guardian, en una reseña declarando Station to Station como su álbum favorito, llamó la canción "monumental", añadiendo que "Bowie detona su pasado soul y se marcha hacia un futuro experimental". En 2018, los escritores de NME posicionaron "Station to Station" como la vigésimo cuarta canción de David Bowie. En una lista de las 50 mejores canciones de David Bowie, Alexis Petridis de The Guardian la posicionó en tercer lugar. En su edición de 2021 la revista Rolling Stone posicionó a Station to Station  en el puesto 400 de su lista de las 500 mejores canciones de todos los tiempos.

## Versiones en vivo
- Actuaciones de la gira The Stage han sido publicadas en Stage (1978) y Welcome to the Blackout (Live London '78) (2018).[21][22]
- Una versión grabada en el Coliseo Nassau, Uniondale durante la gira de Isolar el 23 de marzo de 1976 fue incluida en Live Nassau Coliseum '76.[23]
- Una presentación en vivo durante la gira de Serious Moonlight, filmada el 12 de septiembre de 1983, fue incluida en Serious Moonlight y en la caja recopilatoria Loving the Alien (1983–1988).[24]
- Bowie interpretó la canción en el Festival de Glastonbury el 25 de junio de 2000, siendo publicada en 2018 en el álbum Glastonbury 2000.[25]

## Lista de canciones
Todas las canciones escritas por David Bowie.
| Sencillo promocional francés de 7" |                      |          |  |
| N.º                                | Título               | Duración |  |
| 1.                                 | «Station to Station» | 3:40     |  |
| 2.                                 | «TVC 15»             | 4:40     |  |

## Créditos
Créditos adaptados desde las notas del álbum.
- David Bowie – voz principal, guitarra acústica
- Earl Slick – guitarra líder
- Carlos Alomar – guitarra rítmica
- Roy Bittan – piano
- George Murray – bajo eléctrico
- Dennis Davis – batería, pandereta
- Warren Peace – percusión, coros
- Harry Maslin – melódica